# Калифорнијум
Калифорнијум  (латински - californium) је радиоактивни метални елемент са хемијским симболом Cf и атомским бројем 98. Елемент је први пут направљен 1950. на Универзитету Калифорнија, у лабораторији за зрачење у граду Беркли, бомбардовањем језгра киријума алфа честицама (јонима хелијума-4). Спада у актиноиде. Шести је трансуранијски елемент који је синтетисан, и има другу највећу атомску масу од свих елемената који су направљени у довољно великим количинама, видљиву голим оком (након ајнштајнијума). Име је добио по универзитету где је направљен и истоименој држави Калифорнији. Најтежи је елемент који се може природно пронаћи на Земљи, сви тежи елементи се могу добити искључиво само синтезом.
Постоје два кристална облика калифорнијума под нормалним притиском: један изнад и један испод 900 °C. Трећи облик постоји само под великим притиском. Калифорнијум полако тамни на ваздуху при собној температури. Једињења калифорнијума доминирају у хемијским облицима елемента, нарочито калифорнијум(III), који може учествовати у три хемијске везе. Најстабилнији међу његових 20 познатих изотопа је калифорнијум-251, који има време полураспада од 898 година. Овако кратко време полураспада значи да се овај елемент не може наћи у значајним количинама у Земљиној кори. Изотоп 252Cf са временом полураспада од око 2,64 године, је најчешћи изотоп и производи се у Националној лабораторији Оук Риџ у САД те у Истраживачком институту атомских реактора у Русији.
Он је један од малобројних трансуранијских елемената који имају практичну примену. Већина апликација користи особине одређених изотопа калифорнијума који емитују неутроне. На пример, калифорнијум се користи да би се покренули нуклеарни реактори, и примењује се као извор неутрона при проучавању материјала помоћу неутронске дифракције и неутронске спектроскопије. Он се такође може користити у нуклеарној синтези елемената виших маса; унуноктијум (елемент 118) је синтетисан бомбардирањем атома калифорнијума-249 јонима калцијума-48. Кориштење калифорнијума је проблематично због опасности од његове радиоактивности и способности елемента да угрози формирање црвених крвних ћелија путем његове биоакумулације у коштаном ткиву.

## Историја
Калифорнијум је први пут синтетизиран на Универзитету Калифорнија у граду Беркли у лабораторији за радијацију. Тим физичара који радили на овом открићу: Стенли Г. Томпсон, Кенет Стрит, млађи, Алберт Гиорсо и Глен Т. Сиборг дошли су до открића 9. фебруара 1950. године. Био је то шести трануранијски елемент који је икад откривен, а откриће је објављено 17. марта исте године.
Да би се произвео калифорнијум, кориштена је мета од 1 µg киријума-242 (242
96Cm) која је бомбардована алфа честицама хелијума-4 (4He) енергије 35 MeV у 60-инчном циклотрону у Берклију, чиме је добијен калифорнијум 245 и један слободни неутрон (n).
242киријум + 4хелијум → 245калифорнијум + 1
0неутрон
У овом експерименту добијено је само 5.000 атома калифорнијума, а ти атоми су имали време полураспада од 44 минута. Научници који су открили елемент дали су му име по универзитету и држави где је откривен. Био је то својеврсни прекид у конвенцији давања имена кориштеној за елементе од 95 до 97, чија су имена била инспирисана именима елемената који су били директно изнад њих у периодном систему. Међутим, елемент директно изнад елемента 98 у периодном систему, диспрозијум, има име које једноставно значи онај до којег се тешко дошло, тако да су истраживачи напустили неписано правило о давању имена елементу. Истакли су такође да „је најбоље што можемо нагласити (да је) ... истраживачима пре неколико векова било врло тешко доћи до Калифорније”.
Мерљиве количине калифорнијума први пут су добијене излагањем зрачењу узорака плутонијума у реактору за тестирање материјала при Националној лабораторији Ајдахо у источном Ајдаху. Та открића су објављена 1954. године. У тим узорцима примећена је велика брзина спонтане фисије изотопа калифорнијума-252. Први експеримент са калифорнијумом у концентрованом облику изведен је 1958. Изотопи од 249 до 252Cf су издвојени исте године из узорка плутонијум 239 који је био озрачен неутронима у нуклеарном реактору током пет година. Две године касније, 1960. научници Барис Канингам и Џејмс Волман из лабораторије за радијацију Ловренс при Универзитету Калифорнија успели су да добију прва једињења калифорнијума, калифорнијум трихлорид, калифорнијум оксихлорид и калифорнијум оксид, помоћу реакције калифорнијума са паром и хлороводоничном киселином.